# 亚历山大·格拉祖诺夫
亚历山大·康斯坦丁诺维奇·格拉祖诺夫（俄語：Александр Константинович Глазунов，羅馬化：Aleksandr Konstantinovič Glazunov，1865年8月10日—1936年3月21日），又譯葛拉佐諾夫、葛拉祖諾夫、葛拉茲諾夫，俄罗斯作曲家、音乐教育家和指挥家。1906年至1917年间担任圣彼得堡音乐学院院长，后参与重组彼得格勒音乐学院和后来的列宁格勒音乐学院并继续担任院长直至1930年。格拉祖诺夫担任院长期间最著名的学生是德米特里·肖斯塔科维奇。1928年，格拉祖诺夫离开苏联，前往欧洲和美国游历，最后定居在巴黎。
格拉祖诺夫成名颇早，其初期作品接近强力集团风格，后力图在作品中将强力集团与柴可夫斯基的风格融合，并大量运用对位法。格拉祖诺夫的音乐配器色彩丰富，旋律优美，写作技巧精湛。格拉祖诺夫从本质上说是一位器乐作曲家，尤以其管弦乐，芭蕾音乐和室内乐著称。他还是罕见的写作管风琴作品的俄罗斯作曲家。
格拉祖諾夫在音樂史上，一度被忽視而湮沒，作品鮮少被公開演奏與錄音。格拉祖諾夫的九首交響曲，就像馬勒的九首交響曲一樣，一度被視為音樂史上不值得探討、無關緊要的交響創作，原因在於它既不夠前衛、也不夠古典。但是，隨著馬勒交響曲的歷史定位逐漸塵埃落定，全世界音樂界終於也開始對格拉祖諾夫所留下的交響曲價值感到好奇，重新予以評價。二十世紀後期，他的交響曲全集與管弦樂作品，成為最常令資深古典樂迷驚豔，並多所詢問，卻一直苦於無法收集到的一套「失落的環節」。格拉祖諾夫的作品旋律甘美浪漫、配器豐富，並富俄羅斯風情，作為交響樂史上連接柴可夫斯基的俄國浪漫樂派和蕭士塔高維契的現代樂派之間的重要環節，許多唱片公司和多位指揮家，同一時間開始紛紛競逐格拉祖諾夫交響曲全集的錄音。

## 主要作品列表

### 舞台作品
- 芭蕾音樂《仙凡之恋》（Les Sylphides），作品46（1893）。因以多首蕭邦鋼琴音樂改編而成，所以亦有別名《蕭邦組曲》（Chopiniana）。
- 雷蒙德，作品57 ，三幕芭蕾舞劇（1898）
- 爱之诡计，作品61，独幕芭蕾舞劇（1900）
- 四季，作品67，独幕芭蕾舞劇（1900）
- 犹太王，作品95，戏剧配乐（1913）

### 交響曲
- E大調第一交響曲，作品5《斯拉沃尼亚》（1881-1884）
- 升f小調第二交響曲，作品16《紀念李斯特》（1886）
- D大調第三交響曲，作品33（1890）
- 降E大調第四交響曲，作品48（1893）
- 降B大調第五交響曲，作品55（1895）
- c小調第六交響曲，作品58（1896）
- F大調第七交響曲，作品77《田園》（1902-1903）
- 降E大調第八交響曲，作品83（1905-1906）
- d小調第九交響曲，遺作（只有未完成的第一樂章）（1910）

### 管絃樂曲
- g大調第一管絃樂序曲 《希臘主題》，作品3（1882）
- D大調第二管絃樂序曲，作品6（1883）
- A大調第一管絃樂小夜曲，作品7（1882）
- F大調第二管絃樂小夜曲，作品11（1884）
- b小調交響詩《斯金卡．拉辛》，作品13（1885）－為紀念鮑羅丁而寫
- G大調瑪祖卡舞曲，作品18（1888）
- 交響素描《斯拉夫的宴會》，作品26A，改編自他的第三絃樂四重奏
- E大調幻想曲《大海》，作品28（1889）
- G大調《東方狂想曲》，作品29（1889）
- 交響圖畫《克里姆林》，作品30（1890）
- F大調管風琴與樂隊序曲《嘉年華會》，作品45（1892）
- D大調第一音樂會圓舞曲，作品47（1893）
- F大調第二音樂會圓舞曲，作品51（1894）
- 幻想曲《從黑暗走進光明》，作品53（1894）
- 《雷蒙特》中的"特性舞曲"，作品68（1899）
- 莊嚴序曲，作品73（1900）
- 降E大調俄國主題進行曲，作品76（1901）
- F大調敍事曲，作品78（1902）
- A大調俄國幻想曲，作品86（1906），為俄國民族樂器三角琴樂團而寫。
- C大調芬蘭幻想曲，作品88（1909）
- 《芬蘭素描》，作品89（1912）
- 為《莎樂美》而寫的前奏曲及莎樂美舞曲，作品90（1908），因理查德·施特劳斯的同名歌劇作啟發而寫成的。

### 協奏曲 / 獨奏與樂隊
- 為大提琴與樂隊的二首樂曲，作品20（1887-1888）
- D大調小提琴與樂隊“沉思曲”，作品32（1891），另有小提琴與鋼琴版本，作品32A。
- a小調小提琴協奏曲，作品82（1904）
- f小調第一鋼琴協奏曲，作品92（1910-1911）
- B大調第二鋼琴協奏曲，作品100（1917）
- C 大調大提琴與樂隊的音樂會敘事曲，作品108（1931）
- 降E大調中音薩克管與絃樂協奏曲，作品109（1934）－作品編號與他的薩克管四重奏重覆使用

### 室内樂
- D大調第一絃樂四重奏，作品1（1881-1882）
- F大調第二絃樂四重奏，作品10（1884）
- G大調第三絃樂四重奏，作品26《斯拉夫四重奏》（1886-1888）
- a小調第四絃樂四重奏，作品64（1894）
- d小調第五絃樂四重奏，作品70（1898）
- 降B調第六絃樂四重奏，作品106（1920-1921）
- C大調第七絃樂四重奏，作品107《向過去致敬》（1930）
- C大調絃樂四重奏組曲，作品35（1887-1891）
- 為圓號、小號及兩支長號而寫的四重奏《虔誠的速度》，作品38（1891-1892）
- A大調絃樂五重奏，作品39（1891-1892）
- d小調絃樂輓歌，作品105（1928）－為紀念俄國音樂出版家彼拉耶夫（Mitrofan Petrovich Belyayev）所寫。
- 降B大調薩克管四重奏，作品109（1932）－作品編號與他的中音薩克管協奏曲重覆使用

### 鋼琴作品
- 降b小調第一鋼琴奏鳴曲，作品74（1901）
- e小調第二鋼琴奏鳴曲，作品75（1901）
- 前奏與馬祖卡舞曲，作品25（1888）
- 三首練習曲，作品31（1891）
- D大調小圓舞曲，作品36（1892）
- 降D大調夜曲，作品37（1889）
- 降E大調音樂會大圓舞曲，作品41（1893）
- 三首鋼琴小品，作品42（1893）
- C大調沙龍圓舞曲，作品43（1893）
- 兩首即興曲，作品54（1895）
- d小調前奏與賦格曲，作品62（1899）
- 升f小調主題及變奏曲，作品72（1900）
- 四首前奏與賦格曲，作品101（1926）
- 升F大調田園詩，作品103（1926）
- 雙鋼琴幻想曲，作品104（1919-1920）

### 器樂作品
- 為兩支單簧管而寫的十首二重奏
- 小號與鋼琴無言曲（1899）
- 降D大調大提琴與鋼琴輓歌，作品17（1888）
- 《白日夢》－為圓號及鋼琴，作品24（1890）
- g小調中提琴與鋼琴輓歌，作品44（1893）
- 《吟游诗人之歌》－為大提琴及鋼琴，作品71（1900）－亦有大提琴與樂隊版本
- D大調第一管風琴前奏及賦格曲，作品93（1906-1907）
- d小調第二管風琴前奏及賦格曲，作品98（1914）
- g小調管風琴幻想曲，作品110（1934-1935）